# Tomomi Morita
Tomomi Morita (jap. 森田智己 Morita Tomomi, ur. 22 sierpnia 1984 w Miyagi) – były japoński pływak, specjalizujący się głównie w stylu grzbietowym.
2-krotny brązowy medalista Igrzysk Olimpijskich z Aten na 100 m stylem grzbietowym oraz w sztafecie 4 x 100 m stylem zmiennym (oprócz tego 5. miejsce na 200 m grzbietem), uczestnik Igrzysk Olimpijskich w Pekinie (10. miejsce na 100 m stylem grzbietowym). 3-krotny medalista mistrzostw świata z Barcelony, Montrealu i Melbourne w sztafecie 4 x 100 m stylem zmiennym. 4-krotny medalista Mistrzostw Pacyfiku.